# Bekzod Abdurakhmonov
Bekzod Makhamadzhonovich Abdurakhmonov (in russo Бекзод Махамаджонович Абдурахмонов?; Tashkent, 15 marzo 1990) è un lottatore e artista marziale misto uzbeko.
Ha rappresentato l'Uzbekistan ai Giochi olimpici di Rio de Janeiro 2016, in cui si è classificato quinto, e Tokyo 2020, dove ha vinto la medaglia di bronzo nel torneo dei 74 kg.

## Palmarès
- Giochi olimpici

Tokyo 2020: bronzo nei 74 kg;
- Mondiali

Tashkent 2014: bronzo nei 70 kg;
Budapest 2018: bronzo nei 74 kg
- Giochi asiatici

Incheon 2014: oro nei 70 kg;
Giacarta e Palembang 2018: oro nei 74 kg;
- Mondiali

Doha 2015: oro nei 70 kg;
Nuova Delhi 2017: oro nei 74 kg;
- Giochi della solidarietà islamica

Baku 2017: bronzo nei 74 kg;